# Защитные очки
Защи́тные очки́ — оптический прибор для защиты глаз от различных вредных воздействий: механических и химических повреждений (брызг кислот, растворов щелочей), а также воздействия чрезмерно яркого или неблагоприятного по спектральному составу света.

## История
Отдельные случаи изготовления защитных очков имели место в Новое время — так, в 1656 году во время эпидемии чумы в Риме врачи носили защитные костюмы, которые включали закрывающую лицо маску и очки с линзами из хрусталя.
Некоторые варианты защитных очков (в частности, «стенопические очки», сделанные из непрозрачных материалов с узким прозрачным отверстием в форме полукруга или узкой щели, для защиты глаз от слишком яркого света), а также солнцезащитные очки (с цветными стёклами) получили распространение уже в XIX веке.
В начале XX века защитные очки в оправе из металла и кожи получили распространение в авиации, среди автомобилистов и мотоциклистов (позднее, вместо натуральной и искусственной кожи для изготовления оправы защитных очков начали использовать пластмассы; вместо стекла начали использовать органическое стекло и другие полимерные материалы).
В 1950-е годы наиболее распространёнными являлись защитные очки из не дающего осколков толстого трёхслойного стекла (триплекса) и очки из металлической сетки.
Для защиты глаз от электромагнитных излучений сверхвысоких частот до начала 1960-х годов использовались очки со стёклами, покрытыми плёнкой золота (имевшие ряд недостатков — низкую прочность золотого напыления на поверхности линз и высокую стоимость). В декабре 1960 года в СССР была разработана конструкция защитных очков со стёклами, покрытыми прозрачной пленкой из полупроводниковой окиси олова и вплотную прилегающей к лицу оправой из пористой резины с запрессованной в неё металлической сеткой (создающей ослабление мощности поля СВЧ). По результатам испытаний изделие было одобрено институтом гигиены труда и профзаболеваний Академии медицинских наук СССР и 1 января 1962 года — запатентовано.
В СССР для защитных очков были утверждены требования к защитным свойствам и единая маркировка в соответствии с государственными стандартами. Поэтому на очках после индекса, означающего тип изделия (О — открытые очки, ЗП — закрытые очки прямой вентиляции, ЗН — закрытые очки непрямой вентиляции, Г — герметичные) указывали номер модификации, а затем, через дефис — межцентровое расстояние (к примеру, ЗН4-72). При прямой вентиляции воздух поступает непосредственно под очки, не меняя своего направления. При непрямой — в оправе делаются устройства, которые «закручивают» поток воздуха (предотвращая попадание твёрдых частиц под оправу). Для более надёжной фиксации на голове защитные очки оснащают гибкой эластичной лентой или гибкими заушниками.
Для ношения поверх корригирующих очков (от близорукости или дальнозоркости) разработаны специальные модели защитных очков (в качестве примера можно привести советские ЗН16-90).
Для защиты от выстрелов из пневматического оружия защитные очки были введены в пейнтболе и страйкболе. В августе 2002 года компания Gentex Corp. (США) запатентовала защитные очки для военнослужащих, изготовленные из прочного органического стекла и предназначенные для защиты глаз от попадания пыли, воздействия дыма, ударов в рукопашной схватке, а также от ранений мелкими вторичными осколками.
В состав комплекта защитного снаряжения «Ратник» военнослужащих вооружённых сил РФ входят противоосколочные очки 6Б50 (совместимые со шлемом 6Б47).

## Описание
Защитные очки представляют собой очки для защиты органов зрения; они различаются по конструкции и материалам в зависимости от функционального назначения.
В качестве примера, при сварке и выплавке металлов, работе с лазерами и другими мощными источниками света необходимы очки со светофильтрами, способными отсекать вредное для зрения ультрафиолетовое и инфракрасное излучение.
Очки для защиты глаз от термического воздействия (при работе с нагретыми телами: в металлургическом производстве, при стеклодувных работах и др.) должны задерживать тепловое излучение и поток горячих газов. Они должны плотно прилегать к коже и оснащены уплотнениями (первоначально изготавливавшимися из замши, затем из пористой резины, в настоящее время в основном из силикона).
Для токарей, сверловщиков, фрезеровщиков необходима защита глаз от частиц окалины и металлической стружки при сохранении хорошего обзора.
Также как для других средств защиты, важное значение имеют массогабаритные и эргономические показатели. Защитные очки должны: не снижать остроты зрения; обеспечивать достаточно широкое поле зрения и надёжную вентиляцию подочкового пространства; плотно и равномерно прилегать к лицу, не повреждая и не раздражая кожи; не запотевать; иметь малый вес.

## Варианты
- защитные очки для различных категорий работников промышленности[2][10] (в частности, сварочные очки)
- солнцезащитные очки[6] (в том числе, очки для защиты от снежной слепоты[6]), ограничивающие попадание ультрафиолетового излучения на сетчатку глаз при слишком ярком солнечном свете[6].
- спортивные защитные очки (очки для плавания, а также очки для лыжников[12], сноубордистов и др.)
- медицинские защитные очки (для защиты от брызг крови и других биологических жидкостей при выполнении хирургических операций и уходе за инфекционными больными)[13]
- защитные очки для мотоциклистов[2] и пилотов летательных аппаратов с открытой кабиной
- баллистические очки (для стрелков-спортсменов[14] и военнослужащих)